# Sankt Jakobs kyrka (Pemar)
S:t Jakobs kyrka är en kyrka som ägs av en församlingsförening med samma namn i Pemar, sydvästra Finland. Det är en av två kyrkor i området, en långkyrka av rött tegel byggd på en grund av granit på Hevonpää 1926–1928. Den andra är S:t Mikaels kyrka i byn Vista.

## Historia och arkitektur
Här fanns en tidigare kyrka som brann ner. Arkitekten Lars Sonck gjorde ritningar till en ny långkyrka i jugend stil redan 1912, men planen förkastades då på grund av kostnaderna. Kyrkan som byggdes senare är också ritad av honom. Den efterliknar en medeltida kyrka men är undantagsvis placerad i nord-sydlig riktning, inte öst-västlig som de medeltida kyrkorna. I norra ändan av kyrkans treskeppiga långhus finns en utbyggnad som fungerar som sakristia och på motsatta sidan en motsvarande utbyggnad. Sadeltakets norra sida avslutas i en takryttare med spira. De spröjsade fönstren på långsidorna är välvda målade i ljusgul färg. Huvudskeppet har ett kantigt, välvt tak medan sidoskeppen har platta tak. 

### Inredning
Kyrkans inredning gjordes av Oskari Niemi och renoverades 1960. Även altarmosaiken Kristi huvud är gjord av Niemi, 1928. Det finns 200 sittplatser i kyrkan. Kyrkan har en 7-stämmig orgel tillverkad av Edwin Ilmarinen 1979. Den fristående klockstapeln av trä byggdes av Joonas Wrigstadius år 1734. Kyrkklockorna är från 1744 och 1875. Koret ligger i byggnadens norra ände och predikstolen finns bakom altaret och sammanbyggd med altaret.

## Rehbinders gravkapell

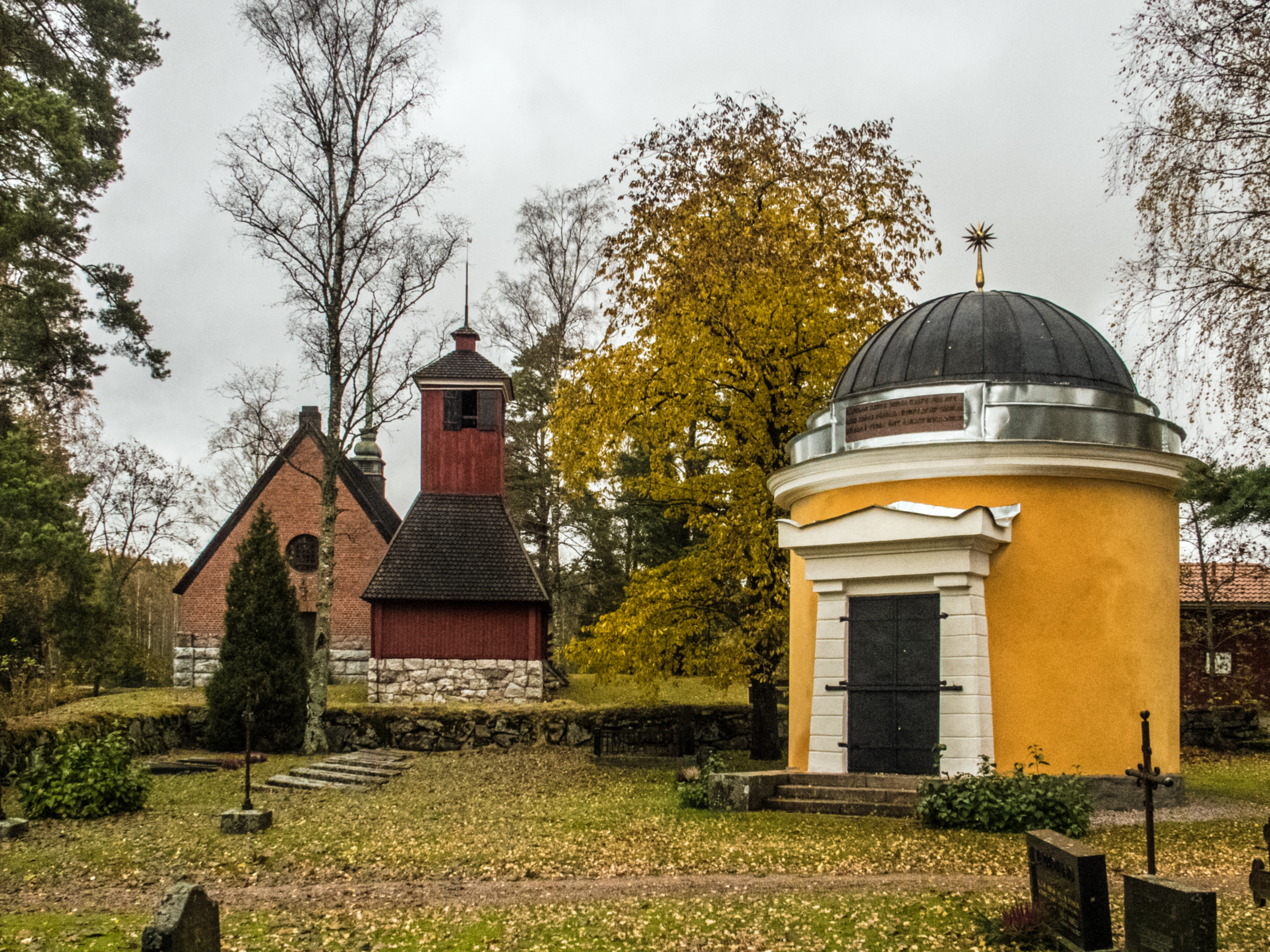
Gravkapellet

På den mark som Viksberg herrgård donerade för kyrkan finns ett gravkapell från 1824 för släkten Rehbinder, som ägde herrgården. Begravda där är majoren, baron Reinhold Johan Rehbinder och hans maka, deras son, ministersekreteraren och ägaren till gården från 1811 till 1841 greve Robert Henrik Rehbinder och hans maka. Det halvcirkulära kapellet ritades av Carl Ludvig Engel.